# Художественная галерея в Питерборо
Художественная галерея Питерборо (англ. Art Gallery of Peterborough) — бесплатная, некоммерческая публичная художественная галерея в Питерборо, Онтарио, Канада, зарегистрированная благотворительной организацией, которая зависит от взносов ее членов. Галерея была основана в 1974 году независимым советом добровольцев. В 1977 году город Питерборо передал ей Фостер-Хаус, историческую резиденцию, расположенную в парковой зоне рядом с Литтл-лейк. В 1979 году галерея расширилась до своего нынешнего размера в 11 000 квадратных футов (1000 м2), было достроено модернистское крыло, спроектированное архитекторами из Crang & Boake. В настоящее время коллекция насчитывает более 1300 экземпляров. Помимо постоянной коллекции и выставок, галерея предлагает множество образовательных программ для взрослых и детей. Существует также сувенирный магазин с различными работами местных и национальных ремесленников.
Программа приобретения финансируется за счет частных пожертвований и соответствующих грантов от Совета Канады. Ежегодные эксплуатационные и управленческие расходы обеспечиваются Советом искусств Онтарио, Советом по искусству Канады и усилиями по добровольному сбору средств среди населения. Муниципальное правительство Питерборо предоставляет грант для покрытия расходов на содержание и благоустройство здания. Галерея является членом Ассоциации художественных галерей Онтарио.
Коллекция включает в себя работы выдающихся канадских художников: Дэвида Бирка, Рона Блура, Ивана Эйра, Джека Шэдболта и Билла Вазана.

## Выставки
Художественная галерея проводит частые выставки:
- 2011 (лето): Роберт Хоул — Париж/Оджибва
- 2010 (зима): Эллисон Митчелл — Леди Саскватч
- 2009 (лето): Нобуо Кубота — Hokusai Revisited
- 2009 (зима): Мендельсон Джо — Политики Джо[4]
- 2008: Kawartha Autumn Studio Tour collection[5]
- 2000: Патрик Махон: palindRome, Lethbridge, Alta.: Southern Alberta Art Gallery, ISBN 1-894699-00-9
- 1996: Билл Вазан: jumpgates, an overview of photoworks, 1981–1995, Peterborough, Ont.: Art Gallery of Peterborough, ISBN 1-896809-00-6
- 1994: In the absence of paradise : the art of David Bierk, Ottawa: Tellem Press, ISBN 1-895286-01-8
- 1993: Dialogues of Reconciliation: The Imagination of Tony Urquhart
- 1992: Nameless, named : paintings and works on paper by Sheila Butler : December 3, 1992 to January 3, 1993., Toronto: Evelyn Aimis Gallery, ISBN 0-9694514-2-3
- 1990: Генри Мур: prints from the permanent collection of the Art Gallery of Ontario, Toronto: Art Gallery of Ontario, ISBN 0-919777-81-3